# چه کسی در حال کشتن سرآشپزهای بزرگ اروپا است؟
چه کسی در حال کشتن سرآشپزهای بزرگ اروپا است؟ (به انگلیسی: Who Is Killing the Great Chefs of Europe) که در انگلستان با عنوان خیلی سرآشپزها منتشر شد، یک فیلم سینمایی در ژانر معمایی و کمدی محصول سال ۱۹۷۸ میلادی به کارگردانی تد کاچف و بازیگران اصلی این فیلم جرج سیگال، جکلین بیست، رابرت مورلی و ژاک بالوتان هستند. این فیلم براساس رمانی به همین نام ساخته شده است. سرآشپزها هرکدام به شکلی کشته می‌شوند این فیلم محصول مشترک آمریکا، ایتالیا، فرانسه و آلمان غربی می‌باشد.
این فیلم در ابتدا توسط کمپانی برادران وارنر توزیع شده و توسط کمپانی لوریار تهیه شده‌است. کمپانی رسانه وارنر را در سال ۱۹۸۹ امتیاز فیلم را بدست آورد و هم‌اکنون صاحب حقوقی این فیلم است.